# 岩見沢ポルタ
岩見沢ポルタ（いわみざわポルタ）は、北海道岩見沢市にある再開発ビルである。通称・であえーる岩見沢。

## 概要
炭鉱不況・札幌市内への消費流出・郊外化による岩見沢市中心市街の衰退への対策として1973年から再開発計画が検討され、1986年（昭和61年）に地元経済界が設立した第三セクター「岩見沢都市開発株式会社」により第一種市街地再開発事業として建設されたビルである。1988年（昭和63年）12月に開業した地上5階・地下1階建ての第1ポルタビルと、テナント付き立体駐車場の第2ポルタビルで構成されている。国・北海道・岩見沢市から合計7億600万円の補助を受け総工費53億3300万円をかけ、面積11,000平米の大型商業施設を核として多目的ホール・ボウリング場・インドアテニス場といったスポーツ文化施設を備え、また豪雪地帯であることを反映し公開空地や室内公園や地下荷捌き施設を設けた構造とし、当初は西友を核店舗に56店舗のサブテナントが入居。愛称のポルタは港を意味する「Port」を語源とした。
ビルの開業直後は核店舗である西友岩見沢店の存在もあって中心市街地への集客力を向上させることに成功したものの、周辺の地元商店街の売上はビル内の店舗との相乗効果を引き出せず、逆に競合などで減少する結果となった。また、岩見沢都市開発は1992年に全55室の分譲マンション「第3ポルタ」も建設したものの、こちらも売れ行きの不振が続いたほか、立体駐車場の収益悪化や建設費・移転補償費の償還で経営が圧迫されることとなる。
さらに核店舗の西友が郊外の大型店の進出ラッシュなどの影響を受けて売り上げ不振に陥り、2009年（平成21年）3月31日で閉店すると、後継となる新たな核店舗の招致も難航し、その他も大手チェーン店など有力テナントが同時に撤退した。閉店後は残った約20店のテナントのみで営業を継続する形が続く事となる。核店舗の撤退により、ビル周辺の岩見沢市の中心市街地の集客力はさらに減少して衰退に拍車がかかり、ビル周辺にあった店舗も2010年（平成22年）4月に郊外に移転するなど空洞化は一段と加速した。
また、西友撤退直後の2009年（平成21年）5月にはビルを所有・運営していた「岩見沢都市開発」が約65億円の負債を抱えており、ビルの売却と会社の清算を模索していることが表面化した。同年9月には同社が約5億円の債務超過に陥っていることや固定資産税を滞納していることも表面化し、翌月10月には最低価格約1.9億円で当ビルの競売公告が行われるに至った。同社は引き続き西友の後継として地元のスーパーや農協にも出店を依頼していたが、入居が決まらない状況が続いた。
そのため2010年（平成22年）3月に岩見沢市商店街連合会などが岩見沢市によるビルの取得を要望したが、岩見沢市商工会議所ではビルの具体的な活用策無しでの買い取り要請に異論が出るなど地元経済界での意見集約も難航することになった。
この要望に対し岩見沢市では、中心市街地の振興策を策定するための検討委員会を立ち上げるなど対応策の検討を進め、2011年（平成23年）3月に岩見沢市議会でビルの買い取りを決定するに至った。こうしてビルの売却による清算の見通しが立ったことから、当ビルの所有・運営していた「岩見沢都市開発」は同年5月26日までに札幌地方裁判所から特別清算の開始決定を受けることになった。
岩見沢市はビルの取得後、中心市街地活性化の中核施設として整備を進め、閉店から約3年が過ぎてようやく核店舗のAコープ（いわみざわ農協）が1階に出店し、3階には岩見沢市教育委員会や子育て関連部署を市役所から移転させるなど官民の同居する新たな施設として改装を行い、2012年（平成24年）4月1日に市民交流施設「であえーる岩見沢」として新装開業した。
2014年度（平成26年度）より、「KIDSはらっぱSORA」の拡張や岩見沢市保健センターの育児関連部門の移転等、3階での子育て関連施設の強化を軸にさらなる改修工事に着手。2016年4月1日よりビル3階にこども・子育て広場「えみふる」を開設した。

## 沿革
- 1973年（昭和48年）10月 - 岩見沢市広域商業診断実施、再開発計画「サンモール構想」の検討を開始[5]。
- 1976年（昭和51年）2月 - 中心街地区市街地再開発準備組合設立[5]、A・Bの2地区に分けて組織される[28]。
- 1979年（昭和54年）9月1日 - 西友がB地区への出店を決定[28]。
- 1980年（昭和55年）3月18日 - 中心街地区市街地再開発準備組合を中心街A地区・B地区各市街地再開発準備組合に改組[28]。
- 1981年（昭和56年）4月11日 - 都市再開発法に基づく市街地再開発事業地区を3条西3丁目から4条3丁目の一部のB地区8,007平米に決定[28]。
- 1983年（昭和58年）11月 - 都市計画決定[5]。
- 1986年（昭和61年）
  - 8月 - 核テナントを西友に決定[28]。
  - 11月28日[28] - 「岩見沢都市開発」設立[3]。地権者55%・地元金融機関45%の出資比率とした[5]。
- 1987年（昭和62年）9月 - 建築工事着工[5]。
- 1988年（昭和63年）
  - 3月11日 - 再開発ビル愛称を「岩見沢ポルタ」に決定[28]。
  - 4月28日 - 西友と出店協定書を締結[28]。
  - 11月30日 - 建築工事竣工[28]。
  - 12月2日[28] - 第1ポルタビル[7]開業[2]。
- 2009年（平成21年）
  - 3月31日 - 核テナントの西友岩見沢店が閉店[12]。
  - 4月11日 - 婦人服9店やクリーニング・薬店といった旧サブテナント11店により1階のみで営業再開[29]。
  - 10月 - 最低価格約1.9億円でビルの競売公告が行われる[7]。
- 2011年（平成23年）
  - 3月 -岩見沢市議会でビルの買い取りを決定[3]。
  - 5月26日 -「岩見沢都市開発」が札幌地方裁判所から特別清算の開始決定を受ける[3]。
  - 6月30日 - 岩見沢市が岩見沢都市開発他約20の地権者から第1ポルタ・第2ポルタ両棟の売買契約を締結[30]。
  - 7月14日 -　岩見沢市への登記移転が完了、第三セクター「振興いわみざわ」に年2,500万円で貸し出す形とした[30]。
  - 8月12日 - いわみざわ農業協同組合が本ビルへのAコープ二条店の移転を決定[31]。
  - 11月10日 - 新愛称「であえーる岩見沢」を決定、公募による190件の応募から選ばれ「色々なものや人に出会える」といった意味が込められた[32]。
- 2012年（平成24年）4月1日 - 「であえーる岩見沢」として新装開業[27]。3.7億円の改装費をかけ当初28店舗に加え岩見沢市教育委員会などの行政機関が入居[33]。
- 2016年（平成28年）4月1日 - こども・子育て広場「えみふる」供用開始。

## フロア構成
詳細は公式サイト（市民交流施設 であえーる岩見沢）の「店舗情報」「フロアマップ」を参照。

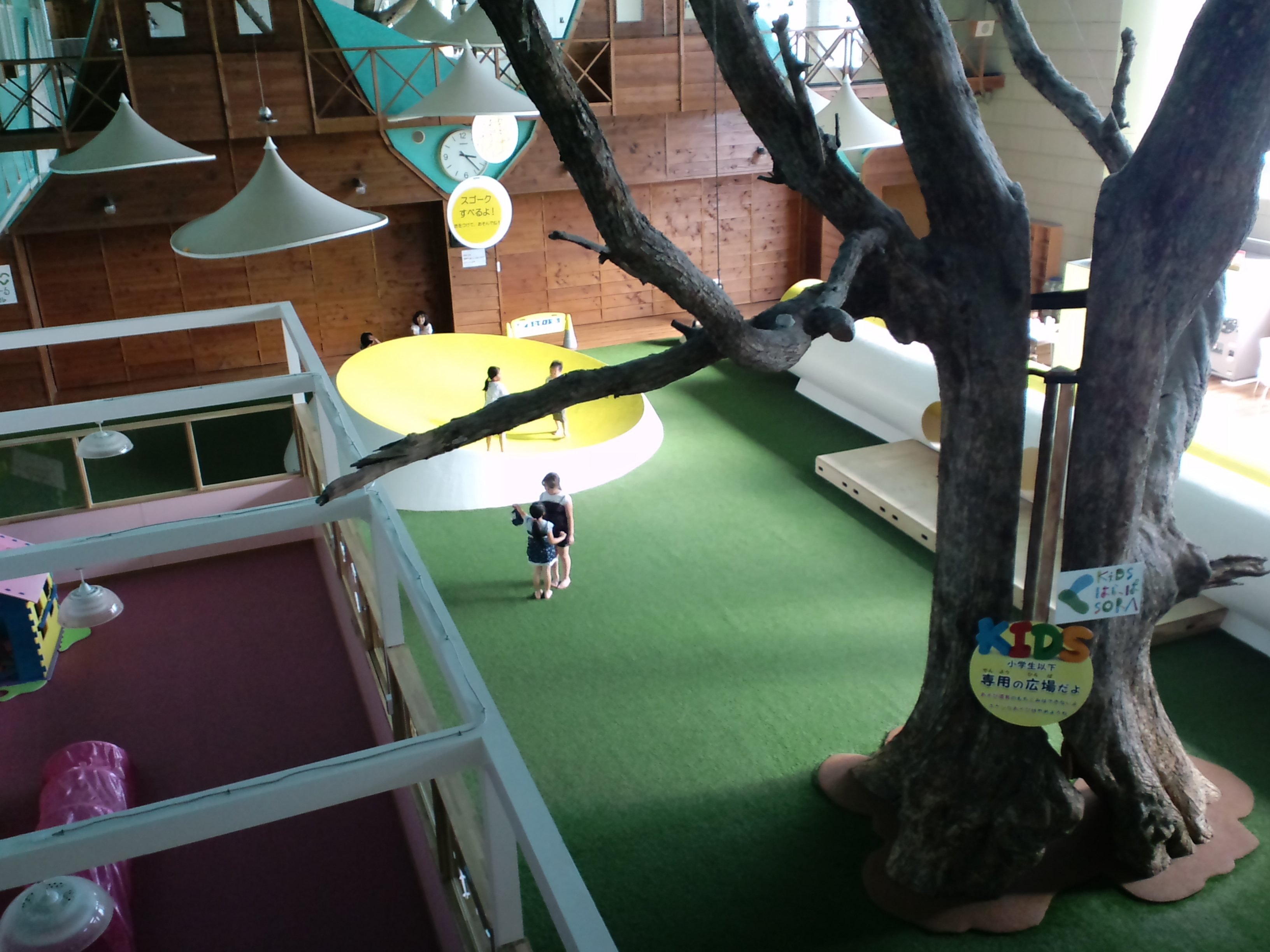
KIDSはらっぱSORA
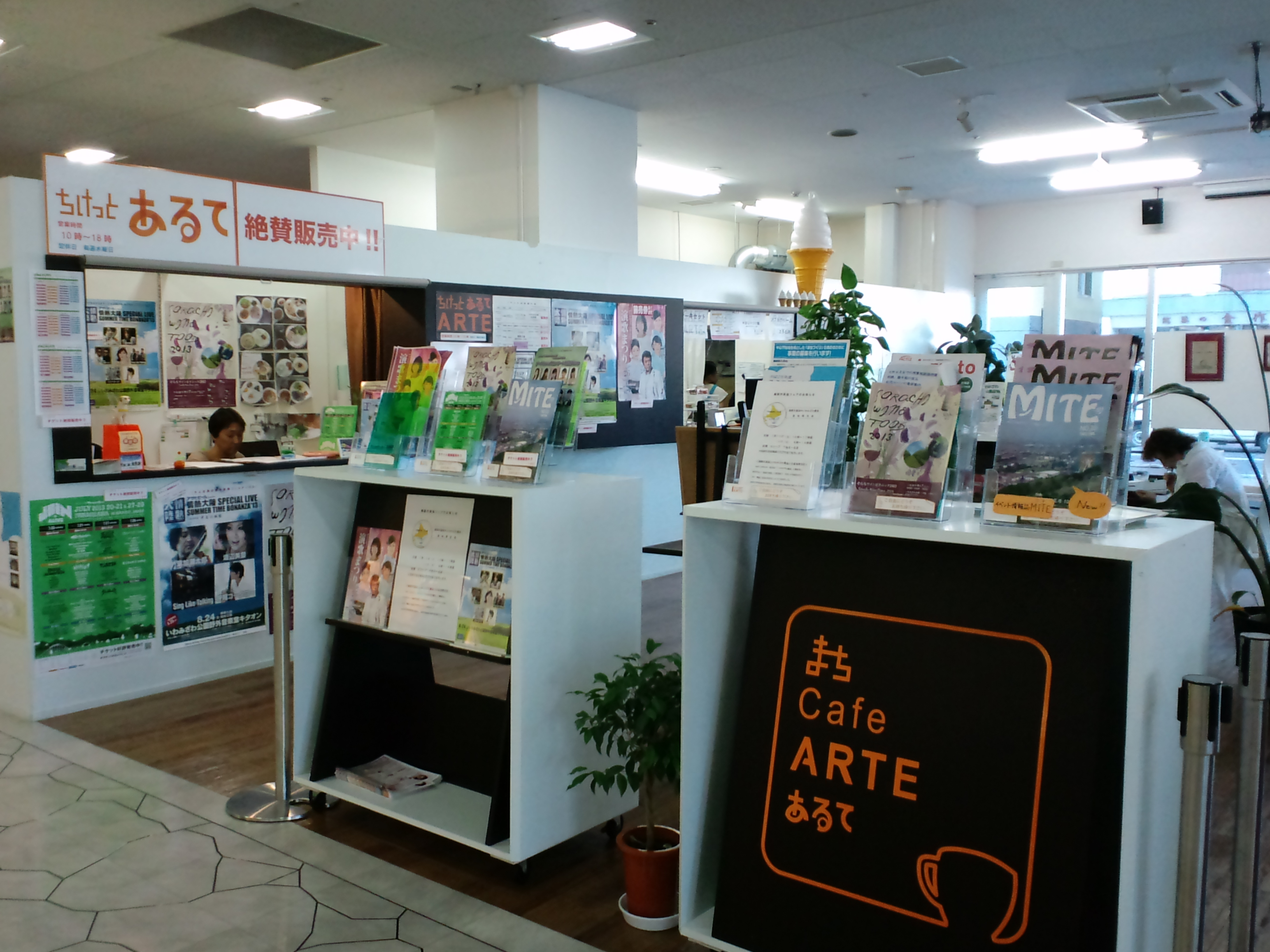
ARTE

| 階              | 入居店舗・施設 |
| --------------- | --- |
| 5階             | トーホーボール（ボウリング場） 宮の森テニススクール カーブス（女性専用フィットネスクラブ） 岩見沢市中心市街地活性化推進室 |
| 4階             | 学習広場・読書スペース ペッピーキッズクラブ（子供英会話教室） 就職サポートセンターしごとひろば岩見沢 岩見沢市教育委員会 一般社団法人北海道総合在宅ケア事業団                                                                 |
| 3階             | こども・子育て広場「えみふる」（あそびの広場、子育て支援センターひなたっこ、幼児ことばの教室、乳幼児健診センター） アティック（カフェ） 振興いわみざわ（管理運営受託企業）                                                   |
| 2階             | i・BOOK（書店） キャンドゥ（100円ショップ） COMPASS（総合衣料品店） きもの きこころ（呉服店） リフォームひまわり（洋服修繕） Link（美容室） 和音（貴金属買取店） ARTE（カフェ） 赤ちゃんほっとステーション（授乳室）         |
| 1階             | Aコープ（食品スーパー） おくすりやさん（薬局） ビートライ星の国（化粧品店） シャレード（婦人雑貨） 約10店の婦人服店 錦屋クリーニング Dr.シューズ（靴修理・合鍵製作） ふぁみり～（カイロプラクティック院） メガネサロンルック |
| 地階            | コンビニフィットネス であえーるホール Dリビング（Wi-Fi無料アクセスポイント付き休憩所） |
| 立体駐車場棟1階 | ポルタ調剤薬局 岩見沢3条中郵便局 菓子舗ふじりん 東京美装北海道株式会社岩見沢出張所（ビル管理会社） |

- KIDSはらっぱSORA
- ARTE

## アクセス
北海道中央バス（岩見沢営業所）「4条西2丁目」バス停下車すぐ。JR岩見沢駅・岩見沢ターミナルからも徒歩5分ほど。

## 周辺
- 岩見沢駅・岩見沢市有明交流プラザ・有明連絡歩道
- 岩見沢市コミュニティプラザ・自治体ネットワークセンター（北海道中央バス岩見沢ターミナル直結）
- 岩見沢市生涯学習センター（いわなび）

## 利用状況
2013年時点での入込客数は1日（調査時間帯9:00～19:00）あたり平日約4,135人、休日約3,223人。2013年10月15日～20日には、来場者200万人突破記念セールが開催された。
- 西友撤退後・リニューアル前（2011年度）は平日約1,678人、休日約1,491人[34]。
- 西友入居時代は平日約5,000人であり、集客力の完全な回復には依然として課題が残る。